# Erich Jung (Jurist)

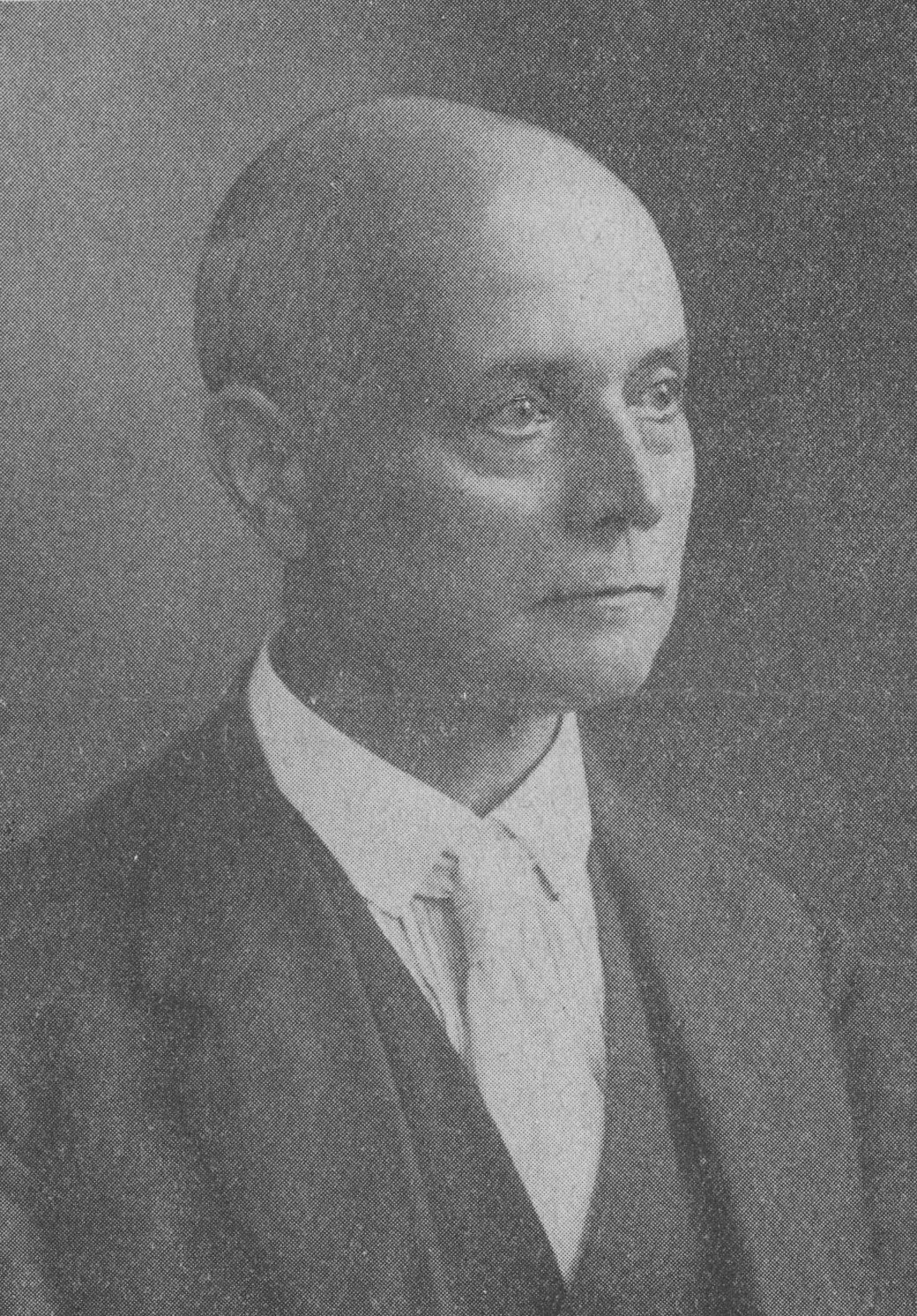
Erich Jung, um 1927

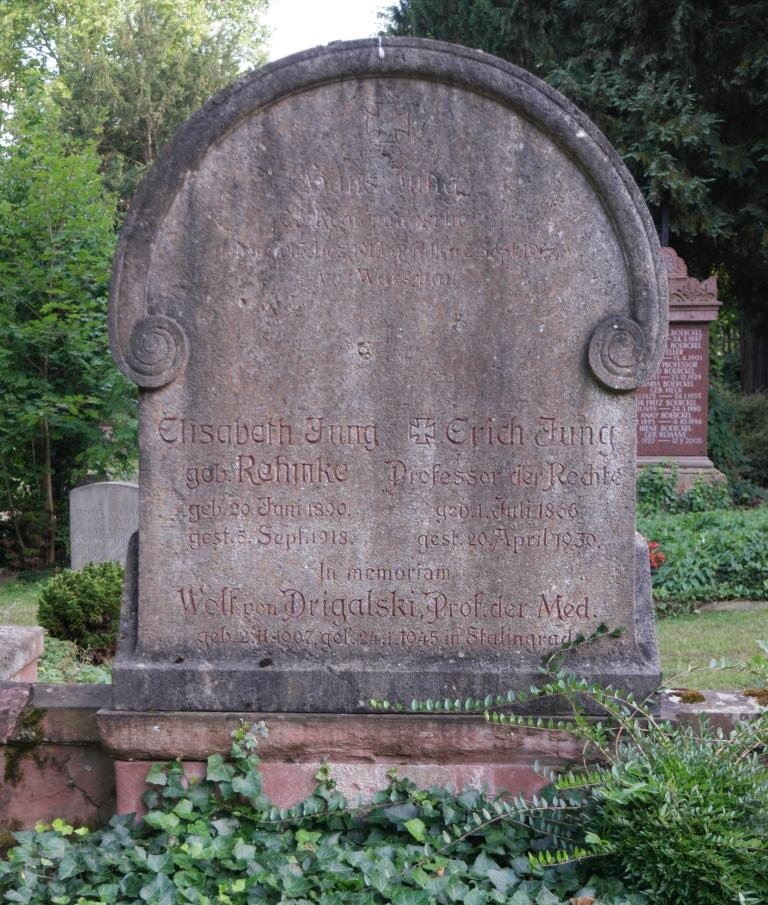
Grab von Erich Jung auf dem Hauptfriedhof in Mainz

Karl Adolf Valentin Erich Jung (* 1. Juli 1866 in Mainz; † 20. April 1950 in Marburg) war ein deutscher Jurist und zuletzt Professor für Rechtsphilosophie, deutsches bürgerliches und römisches Recht an der Philipps-Universität Marburg. Er war nationalsozialistischer Rechtsphilosoph. 

## Leben
Jung Sohn eines Mainzer Bezirksgerichtsrats und Urenkel von Franz Wilhelm Jung. Er besuchte in Mainz bis 1883 das Gymnasium, studierte dann in Berlin und München Bildhauerei, ab 1886 in Leipzig, Heidelberg und Gießen Rechtswissenschaft, daneben u. a. Philosophie und Kunstgeschichte. Während seines Studiums wurde er in Gießen 1889/90 Mitglied der Studentenverbindung „Akademische Gesellschaft Das Kloster“. Er promovierte dort 1892 zum Dr. iur. und 1893 in der Assessorenzeit zum Dr. phil. über Francis Bacon. Im Jahr 1897 folgte die Habilitation und 1901 die Ernennung zum außerordentlichen Professor an der Universität Gießen. 1904 erging ein Ruf an die Universität Greifswald, 1909 an die Kaiser-Wilhelm-Universität Straßburg (zwangsweise 1918 von Frankreich mit Enteignung des Hausbesitzes beendet). Es folgten Lehraufträge an der Eberhard Karls Universität Tübingen und der Ludwig-Maximilians-Universität München. Ab 1921 hatte Jung einen Lehrstuhl in Marburg. 1934 wurde er emeritiert.
Erich Jung war der Schwiegersohn des Philosophen Johannes Rehmke. Mit Elisabeth, geborene Rehmke, (1890–1918) hatte er drei Kinder: Erica, die Mutter von Dierk von Drigalski, Gisela und Hans. Nach der Emeritierung von Johannes Rehmke 1921 in Greifswald und Erich Jungs Berufung 1921 nach Marburg kauften das Ehepaar Rehmke und Erich Jung das Haus mit der Adresse Calvinstr. 6 in Marburg. Die Rehmkes bewohnten die 1. Etage, Erich Jung als Witwer mit seinen drei Kindern die 2. Etage.

### Weimarer Republik
Jung war ab 1917 Autor und ab 1920 Mitherausgeber der völkischen Zeitschrift Deutschlands Erneuerung, die Positionen des Alldeutschen Verband, des Deutschen Schutz- und Trutzbundes und der NSDAP durch den Verlag J. F. Lehmanns an einen bürgerlichen Leserkreis adressierte. Der Herausgeberkreis umfasste 1920 außer Jung folgende Personen: Georg von Below, Houston Stewart Chamberlain, Heinrich Claß, Rudolf Geyer, Max von Gruber, Dietrich Schäfer, Georg Schiele, Friedrich Wilhelm Ludwig von Schwerin und Reinhold Seeberg. Jung war bis dahin der einzige Neuzugang zum Gründungsherausgeberkreis.
Vom 14. September 1918 bis mindestens zum 28. September 1920 war Jung Mitglied des Geschäftsführenden Ausschusses des Alldeutschen Verbandes.
Am 1. Oktober 1919 wurde er ins Führungsgremium des Deutschvölkischen Schutz- und Trutzbundes aufgenommen. Im Sommer 1919 verstärkte sich der Beirat durch den antisemitischen Schriftsteller Artur Dinter und den Gründer und Leiter der Deutschsozialistischen Partei, Alfred Brunner, bald auch durch drei ehemals führende Parteiantisemiten: G. Börner, W. Heins und O. Wittich.
Jung war völkisch und antisemitisch orientiert. Öffentlich griff er im Januarheft der Zeitschrift Deutschlands Erneuerung des Jahres 1922 den Politiker der Weimarer Republik Philipp Scheidemann als „Erzverräter an Volk und Staat“ an. Nach Albrecht (2002) wurde das förmliche Disziplinarverfahren des Ministeriums für Wissenschaft, Kunst und Volksbildung eingestellt, nachdem Jung mit Bedauern die Anschuldigungen zurückgenommen hatte. Nach einer anderen Quelle erhielt er ein einjähriges Vorlesungsverbot. Da er in demselben Leitartikel Führerauslese der Zeitschrift „Deutschlands Erneuerung“ nicht nur Philipp Scheidemann und Friedrich Ebert, sondern auch Wilhelm II. als erbbiologisch minderwertig charakterisiert hatte, mag es sich um ein universitätsinternes Vorlesungsverbot gehandelt haben.
Jung war ferner Mitherausgeber der Zeitschrift für Nationalwirtschaft und befasste sich auch mit Kunstdenkmälern und der germanischen Mythologie.

### Zeit des Nationalsozialismus
In der NS-Zeit war er Mitglied des Ausschusses für Rechtsphilosophie der nationalsozialistischen Akademie für Deutsches Recht Hans Franks und im Bund Nationalsozialistischer Deutscher Juristen. 1933 unterzeichnete er das Bekenntnis der deutschen Professoren zu Adolf Hitler. Die Oberhessische Zeitung schrieb zu seinem 70. Geburtstag am 1. Juli 1936, er sei „allgemein und den Lehrenden und Lernenden als der deutsche Rechtsphilosoph des Nationalsozialismus bekannt.“ 1935 gab Jung als Konfession an: „ev., ar.“, d. h. evangelisch und arisch. Die Deutschen Christen vertraten die Position, dass das Christentum eine Religion der „Arier“ sei. Weiterhin teilte er mit: „FMSS“, d. h. Förderndes Mitglied der SS.

## Schriften (Auswahl)
- Positives Recht. Ein Beitrag zur Theorie von Rechtsquelle und Auslegung, Gießen 1907.
- Das Problem des natürlichen Rechts, Duncker & Humblot, Leipzig 1912
- Führerauslese; in: Deutschlands Erneuerung, 6. Jahrgang, Heft 1, Januar 1922, S. 2–8
- Deutsche Geschichte für Deutsche : In einer Stunde, Langensalza H. Beyer & Söhne, 1925
- Germanische Götter und Helden in christlicher Zeit: Urkunden u. Betrachtungen zur dt. Glaubensgeschichte, Rechtsgeschichte, Kunstgeschichte u. allgemeinen Geistesgeschichte, 2. völlig umgearb. Aufl., München ; Berlin : J. F. Lehmanns Verl. 1939 (zuerst 1922, zuletzt 2010).
- Abstammung und Erziehung. Politisch-anthropologische Betrachtungen an einer hessischen Verwandtschaft, Leipzig 1927 (mit biografischen Angaben).
- Deutsche Rechtsphilosophie, Zentralverlag der NSDAP, München 1935.
- National, völkisch, sozial. Politische Aufsätze aus den Jahren 1918 bis 1927, Berlin 1936.
- Das Judentum in der Rechtswissenschaft, Band 8: Rechtsquellenlehre und Judentum. Positivismus, Freirechtschule, neue Rechtsquellenlehre, Berlin 1937
- Subjektives und objektives Recht : Die neue Rechtsquellenlehre, Marburg, 1939
- Entzweiung und Versöhnung in Hegels Phänomenologie des Geistes, Meiner Verlag, Leipzig, 1940